# Entoloma porphyrophaeum
Entolóma porphyrophaéum (лат.) — вид грибов семейства энтоломовые (Entolomataceae).
Синонимы:
- Agaricus porphyrophaeus Fr. 1857basionym
- Leptonia porphyrophaea (Fr.) Largent 1977
- Rhodophyllus porphyrophaeus (Fr.) J.E. Lange 1921
- Trichopilus porphyrophaeus (Fr.) P.D. Orton 1991

Ошибочно употребляемые названия:
- Entoloma jubatum sensu Cooke 1884

## Биологическое описание
- Шляпка 4—15 см в диаметре, у молодых грибов конической формы, затем раскрывается до плоско-выпуклой и плоской, с заметным острым бугорком в центре, в молодом возрасте с подвёрнутым краем, негигрофанная, в сухую погоду бархатистая или покрытая мелкими чешуйками. Окраска шляпки у молодых грибов лилово-коричневая или красно-коричневая, затем становится буроватой, в центре более тёмная, чем по краю.
- Мякоть беловатого цвета, без особого запаха и вкуса, реже с неприятным сладковатым или ореховым запахом и вкусом.
- Гименофор пластинчатый, пластинки приросшие к ножке зубцом или почти свободные, с зубчатым краем, у молодых грибов беловатого или кремового цвета, затем приобретают розоватый оттенок, к старости темнеющие до розово-коричневых.
- Ножка 4—16 см длиной и 0,5—1,8 см толщиной, цилиндрической или веретеновидной формы, иногда с утолщением в основании, светлая, в основании почти белая, покрытая красно-сиреневыми чешуйками или волосками, не полая. Кольцо отсутствует.
- Споровый порошок розового цвета. Споры 8—12×6—8 мкм, угловатые. Базидии четырёхспоровые, с пряжками, 32—60×9—13 мкм. Хейлоцистиды 20—60×7—20 мкм. Кутикула шляпки между кутисом и триходермисом, состоит из веретеновидных гиф до 25 мкм толщиной[1].

Токсические свойства Entoloma porphyrophaeum не изучены.

## Ареал и экология
Entoloma porphyrophaeum широко распространена в Северной и Западной Европе, произрастает одиночно или небольшими группами на лугах и лесных опушках, на песчаных и глинистых почвах.

## Родственные виды
В системе М. Норделоса вид E. porphyrophaeum включён в подрод Trichopilus. Также в этот подрод включены E. jubatum, E. fuscotomentosum, E. fuscomarginatum, E. scabiosum и E. conocybecystis.